# Cinisca
Cinisca (in greco antico: Κυνίσκα?, Kyníska; Sparta, 440 a.C. circa – dopo il 372 a.C.) fu una nobile spartana appartenente alla famiglia degli Euripontidi, figlia del re Archidamo II e sorella di Agide II e di Agesilao II, anch'essi sovrani della stessa città, nota per essere stata la prima donna della storia a vincere una gara delle Olimpiadi: la corsa dei carri con quattro cavalli delle Olimpiadi del 396 a.C.
Nonostante alle donne fosse vietata la partecipazione alle gare olimpiche, riservate ai soli atleti maschi, le corse dei carri costituivano un'eccezione, in quanto l'organizzatore e finanziatore della squadra partecipante poteva anche essere di sesso femminile, mentre l'auriga era solo un professionista (di sesso maschile) ingaggiato allo scopo. La risonanza della vittoria di Cinisca alla corsa dei quattro cavalli, che era una delle gare più importanti dei Giochi, fu notevole: nel tempio di Olimpia le furono dedicate due statue, realizzate dallo scultore Apelleas, mentre a Sparta fu eretto un tempio in suo onore. Cinisca partecipò anche alle successive Olimpiadi del 392 a.C., vincendo la stessa gara pure in quell'occasione.

## Biografia

### Origini
Cinisca nacque a Sparta intorno al 440 a.C. dal diarca Archidamo II e da sua moglie Eupolia. I suoi fratelli, Agide II (quest'ultimo figlio di Lampito, prima moglie di Archidamo) ed Agesilao II, divennero entrambi re a loro volta, mentre Teleutia non assurse mai a tale carica ma fu navarco della flotta spartana. Il suo insolito nome, che significa letteralmente "cucciola", "cagnolina", era lo stesso del soprannome del nonno, Zeussidamo, che era appunto chiamato "Cinisco". Il nome potrebbe essere legato a qualche avvenimento legato alla caccia oppure ad un particolare tipo di segugio. Pausania testimonia che Cinisca era molto ambiziosa. Sicuramente era molto ricca ed esperta di equitazione, per permettersi di finanziare ed organizzare la partecipazione della sua squadra alle Olimpiadi del 396 a.C. e del 392 a.C.

### Vittorie olimpiche

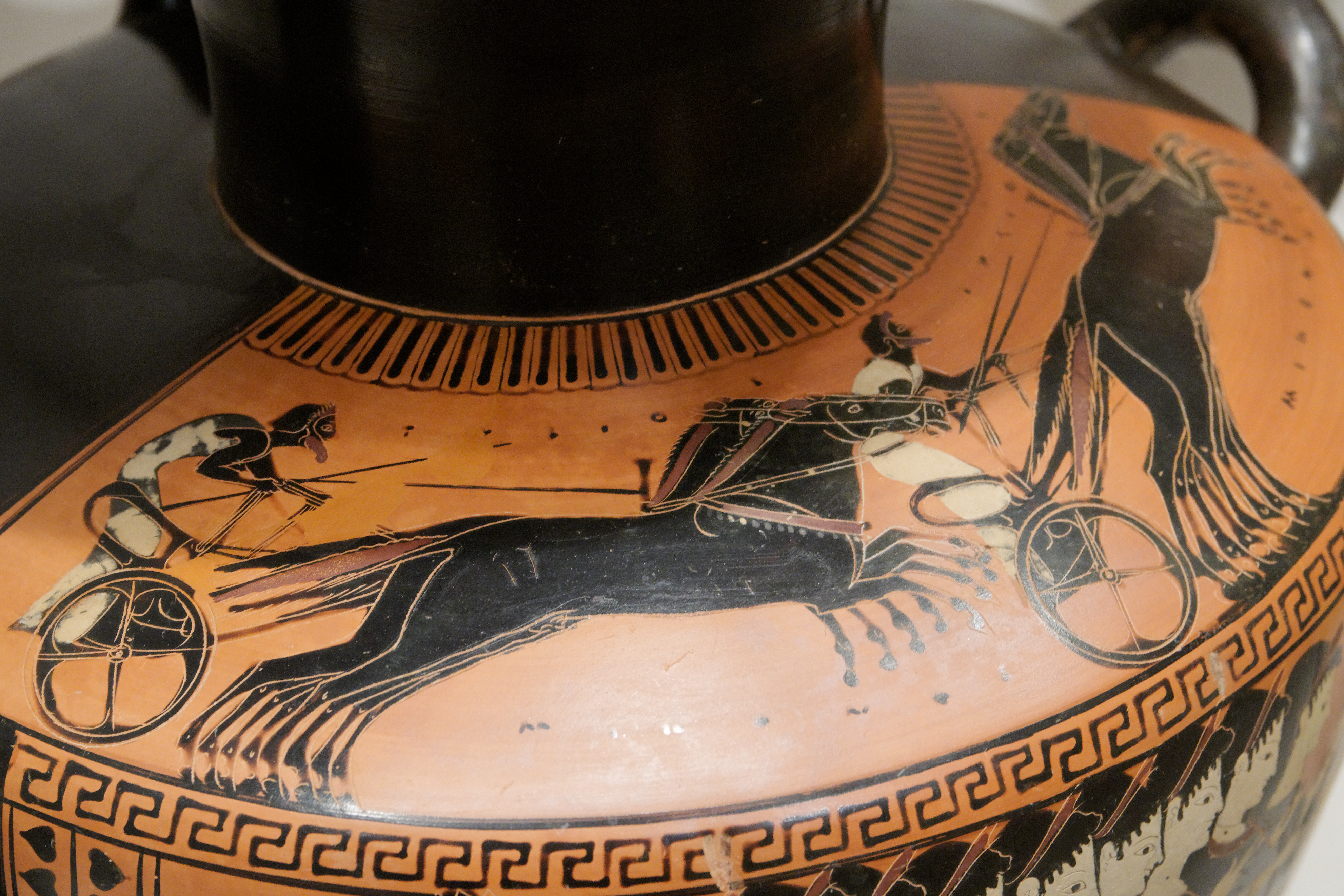
Rappresentazione di una corsa dei carri a quattro cavalli su un vaso d'argilla del 510 a.C. circa (Metropolitan Museum of Art, New York).

Nella maggior parte delle poleis dell'antica Grecia le donne vivevano relegate tra le mura domestiche e badavano solo alle faccende di casa, del tutto escluse da attività politiche, culturali e sportive. L'antica Sparta faceva però eccezione e le ragazze, come i loro coetanei maschi, partecipavano regolarmente sia a processioni pubbliche che ad attività ginniche. Secondo la tradizione spartana, infatti, l'attività fisica favoriva la buona salute e, nelle donne, in ultima analisi, la capacità di mettere al mondo dei bambini sani.
In generale, alle donne greche non era nemmeno permesso prendere parte alle gare olimpiche, che si tenevano ogni quattro anni ad Olimpia ed erano riservate ad atleti maschi di tutte le poleis. Addirittura, non era loro consentito nemmeno di partecipare come spettatrici alle competizioni, a meno che non fossero delle bambine o ragazze, nel qual caso potevano entrare, presumibilmente, accompagnate dai loro padri. Facevano eccezione le gare ippiche perché, in quei casi, seppure l'auriga fosse di sesso maschile, tuttavia egli era solo un professionista ingaggiato per la gara, mentre era il finanziatore del carro e l'allenatore dei cavalli ad essere considerato come l'effettivo partecipante alla competizione e questi poteva essere anche di sesso femminile.
Cinisca poté quindi iscriversi, come organizzatrice della squadra e preparatrice dei cavalli, alle edizioni delle Olimpiadi del 396 e del 392 a.C. vincendo, in entrambe le occasioni, la gara di corsa dei carri con quattro cavalli (in greco antico: τέθριππον?, tethrippon), una delle gare più prestigiose in assoluto. Visto il divieto di accesso alle gare per le donne, Cinisca potrebbe non aver assistito personalmente alle sue vittorie. È però altrettanto possibile che la figlia di Archidamo, pur circa cinquantenne all'epoca delle vittorie, fosse ancora nubile a quell'epoca e, in tal caso, secondo la storiografa statunitense Sarah B. Pomeroy, potrebbe aver avuto il permesso di assistere alle competizioni, dato che il divieto di ingresso alle gare era specificatamente, almeno in teoria, solo per le donne sposate.
Il fatto che Cinisca fosse ancora nubile è però solo un'ipotesi, suffragata solo dal completo silenzio delle fonti su un suo eventuale marito e dal fatto che sia stato suo fratello Agesilao, secondo la testimonianza di Plutarco, a spingerla a partecipare alle Olimpiadi, e non un eventuale marito. Secondo lo storico di Cheronea, il fratello di Cinisca, all'epoca re di Sparta, esortò sua sorella a partecipare alle Olimpiadi perché voleva indirettamente dimostrare che le vittorie ai giochi non erano una dimostrazione di eccellenza, ma per ottenerle bastava avere a disposizione una grande ricchezza da investire allo scopo. In ogni caso, Cinisca sfruttò la prima occasione che ebbe per partecipare alle Olimpiadi, in quanto la città di Sparta era stata bandita da queste competizioni dal 420 a.C. fino al 396 a.C., anno nel quale fu riammessa alle gare.

### Riconoscimenti
La vittoria di Cinisca del 396 a.C. ebbe vasta eco nell'opinione pubblica dell'antica Grecia. Pausania testimonia che nel tempio di Zeus di Olimpia furono esposte due opere commemorative della vittoria realizzate dallo scultore Apelleas: una statua che rappresentava la stessa Cinisca ed un'altra statua che raffigurava il carro, i cavalli e l'auriga. Lo stesso autore testimonia che l'iscrizione realizzata ad Olimpia indicava che Cinisca era l'unica donna (fino a quel tempo) ad aver vinto la corsa dei carri alle Olimpiadi. L'iscrizione di Olimpia è tuttora conservata, pur con qualche breve lacuna nel testo:
Σπάρτας μὲν [βασιλῆες ἐμοὶ]

πατέρες καὶ ἀδελφοί, ἅ[ρματι δ’ ὠκυπόδων ἵππων]

νικῶσα Κυνίσκα εἰκόνα τάνδ’ ἔστασε· μόν[αν]

δ’ ἐμέ φαμι γυναικῶν Ἑλλάδος ἐκ πάσας τό[ν]-

δε λαβε̑ν στέφανον.

[...] 

Ἀπελλέας Καλλικλέος ἐπόησε.
[I re] di Sparta sono [mio]

padre e i [miei] fratelli; con un [carro di cavalli dai piedi veloci]

Cinisca, vittoriosa ha eretto questa statua.

Io dichiaro di essere l'unica donna in tutta la Grecia

ad aver vinto questa corona.

[...]

Apelleas figlio di Callicle l'ha fatta.
(Epigrafe IvO 159, Elide, Olimpia, ca. 390-380 a.C.)
Infine, Pausania attesta come a Sparta ci fosse un heroon dedicato a Cinisca: l'esistenza di un santuario ove le si tributava un culto eroico, al pari dei re spartani, implica che la donna era stata eroizzata. Non era inconsueto in Grecia che atleti particolarmente in vista fossero venerati, dopo la loro morte, come eroi: Cinisca risulterebbe, dunque, la prima donna a essere oggetto di eroizzazione.

### Lascito
Negli anni successivi, Cinisca fu presa come esempio da altre donne che vollero cimentarsi nelle gare olimpiche di corse dei carri ed alcune di loro eguagliarono le sue vittorie. La sua concittadina Eurileonide vinse la gara col carro a due cavalli nel 368 a.C., mentre le regine ellenistiche Berenice I e sua figlia Arsinoe II vinsero rispettivamente nel 284 a.C. e nel 272 a.C. Arsinoe vinse addirittura tutte e tre le gare equestri dell'edizione dei giochi a cui partecipò. Pausania racconta infine delle vittoria di Bilistiche, amante di Tolomeo II, nelle corse a due cavalli e a quattro cavalli nelle Olimpiadi del 264 a.C.